# Diamonds (singel The Boxer Rebellion)
Diamonds – singel brytyjskiego zespołu muzycznego The Boxer Rebellion, wydany 20 maja 2013 i promujący album Promises.
Utwór został napisany i skomponowany przez członków zespołu w składzie Nathan Nicholson, Todd Howe, Adam Harrison oraz Piers Hewitt. Z kompozytorami przy produkcji utworu współpracował Billy Bush. Singel został wydany na terenie Wielkiej Brytanii oraz Stanów Zjednoczonych za sprawą wydawnictw muzycznych Absentee Recordings oraz Ingrooves Fontana.
W 2013 utwór przez jedenaście tygodni znajdował się na liście Single Top 100 prowadzonej przez MegaCharts w Holandii i dotarł do 27. miejsca zestawienia. Utwór był jedynym w historii zespołu, który znalazł się w tym zestawieniu. W tym samym roku singel dotarł także do drugiej pozycji rocznej listy utworów przygotowywanej przez platformę 3VOOR12, a w 2014 pojawił się po raz pierwszy w zestawieniu Top 2000 kanału NPO Radio 2.
Utwór został wydany w wersji promo, singel CD oraz jako maxi singel, na którym jako bonus track zamieszczona została dodatkowo kompozycja „I Fell in Love”.
Singel promowany był przez zespół 14 lipca 2013 w Polsce podczas koncertu Lata ZET i Dwójki w Słubicach.

## Lista utworów
Promo, singel CD
1. „Diamonds” (Album Version) – 4:03
2. „Diamonds” (Radio Version) – 3:25

Maxi singel
1. „Diamonds” (Radio Edit) – 3:25
2. „I Fell in Love” (Bonus Track) – 2:36
3. „Diamonds” (Fink Remix) – 5:25
4. „Diamonds” (Album Version) – 4:03

## Notowania na listach przebojów
| Kraj     | Lista (2013)   | Najwyższe miejsce |
| -------- | -------------- | ----------------- |
| Holandia | Single Top 100 | 27                |